# Yanta
Der Stadtbezirk Yanta (雁塔区,  Yàntǎ Qū) ist ein Stadtbezirk der Unterprovinzstadt Xi’an in der chinesischen Provinz Shaanxi. Er hat eine Fläche von 126,8 Quadratkilometern und zählt 2.050.000 Einwohner (Stand: Zensus 2020). Der Stadtbezirk Yanta (wörtlich Wildganspagode) hat seinen Namen von der berühmten Großen Wildganspagode (chinesisch 大雁塔, Pinyin Dàyàn Tǎ), die ein bedeutendes buddhistisches Zentrum ist.
Die Campus der Xi'aner Universität für Architektur und Elektrotechnik, die Xi'aner Universität für Post und Telekommunikation und die Internationale Universität Xi’an liegen im Stadtbezirk wie die neolithische Yuhuazhai-Stätte (鱼化寨遗址, Yúhuàzhài yízhǐ) und die tangzeitliche Huanqiu-Stätte (圜丘遗址, Huánqiū yízhǐ), die beide seit 2013 auf der Liste der Denkmäler der Volksrepublik China stehen.